# Mauricio Ricardo Pinilla Ferrera
Mauricio Ricardo Pinilla Ferrera (Santiago de Chile, 4 de febrer de 1984) és un exfutbolista xilè amb passaport italià, que ocupà la posició de davanter.

## Trajectòria
Comença la seua carrera al Universidad de Chile. El 2003 dona el salt a Europa en ser fitxat per l'Inter de Milà. No arribaria a debutar amb els milanesos, atès que és cedit a l'A.C. ChievoVerona i al Celta de Vigo.
L'estiu del 2004, l'Sporting Clube de Portugal adquireix el 50% dels seus drets. Eixa temporada juga al conjunt portuguès una campanya prou discreta, que destaca al final per cinc gols, tres d'ells en el partit davant l'Sporting Clube de Braga.
No s'acaba de consolidar a l'Sporting, i el gener del 2006 torna a ser cedit, ara al Racing de Santander, de nou a la primera divisió espanyola. La temporada 06/07 marxa cedit al Heart of Midlothian, però la seua estada al conjunt d'Edimburg està marcada per les lesions. També en règim de cessió, retorna a la Universidad de Chile al febrer del 2007.
El Hearts es fa amb el 50% de l'Sporting de Portugal, i per la temporada 07/08, el xilè retorna a Escòcia. Se li detecta llavors una amagada lesió a l'escafoide, que el manté fora dels terrenys de joc mes i mig. A les poques setmanes, pateix una altra lesió que posa fi a la temporada. Mentre, el club escocès compra la part dels drets de l'Inter de Milà.
Al setembre del 2008 recala al Vasco da Gama brasiler. Quatre mesos després, marxa a l'Apollon Limassol xipriota. El 2009 hi retorna a Itàlia per formar amb la US Grosseto FC En aquest conjunt de la Série B, tot i les lesions, fa palesa del seu sentit de gol.
A finals de juliol del 2009 viatja a Itàlia per tancar la seva contractació amb el Brescia Calcio, tot i que finalment acabaria jugant en l'US Grosseto de la Serie B italiana, on va esdevenir un dels golejadors de la Sèrie B. Durant el campionat 09/10 va jugar 24 partits, marcant 24 gols i va batre el rècord que ostentava Gabriel Batistuta de marcar gols en 11 partits consecutius (Pinilla va aconseguir fer aquesta gesta en 12 partits consecutius).
Donada la seva bona campanya va signar pel Palermo de la Serie A, sent el primer jugador xilè en jugar en l'equip rosanero. Entre 2010 i 2011, va marcar 11 gols en 45 aparicions. El mes de gener de 2012 és cedit al Cagliari Calcio. En l'equip de la Sardenya va esdevenir el millor reforç del mercat d'hivern de la Sèrie A. Va concloure la temporada amb 23 partits i 7 gols, 5 dels quals de penal. El seu rendiment en la temporada 13/14 es va veure afectat per diverses lesions i suspensions, on malgrat tot es va convertir-se en el màxim golejador de l'equip amb 7 gols en 26 partits, alguns d'aquests són decisius per a la salvació dels isolani.
El 7 agost del 2014 va ser comprat pel Genoa signant un contracte de dos anys amb una opció per a un tercer. Va jugar el seu primer partit oficial amb la samarreta del Genoa, amb el 9 a l'esquena, el 24 d'agost en el partit d'anada contra el Virtus Lanciano vàlid per a la tercera ronda de classificació de la Copa d'Itàlia, tot marcant el seu primer gol amb l'equip rossoblù de penal.

## Selecció
Pinilla va debutar amb la selecció del seu país en un partit amistós contra el Perú el 30 de març de 2003, on va marcar un dels gols en la victòria per 2-0. A partir del 2006, Pinilla va deixar de ser convocat a la selecció causa dels seus continus actes d'indisciplina i lesions, el que el va mantenir apartat de la selecció per gairebé 4 anys. El seu darrer partit va ser el 16 de novembre de 2006 en un amistós contra Paraguai, fent un total de 21 partits jugats i 5 gols. En ser eliminat seu país per a la Copa Amèrica de 2007, el davanter anuncia la seua retirada de l'equip nacional.
El 7 octubre de 2011 Pinilla torna a jugar amb la selecció nacional, en un partit contra l'Argentina en un partit vàlid per la classificació al Mundial del Brasil 2014. Pinilla va ser substituït als 55 minuts per Marcos González i Xile va perdre per 4 a 1. Després d'estar un temps fora de les convocatòries, Pinilla va tornar l'11 de setembre de 2012 en un altre partit classificatori pel Mundial del Brasil, contra Colòmbia que va acabar amb derrota per 1-3.
En el Mundial de Brasil 2014 participaria en el debut contra Austràlia entrant als 88 minuts, participant de la jugada del que significaria el tercer gol del partit marcat per Jean Beausejour, la qual cosa li va donar la victòria a Xile per 3-1. Pinilla jugaria de nou al Mundial davant la selecció dels Països Baixos on no aconseguiria evitar la derrota de la seva selecció per 2-0 en contra. Classificada Xile per vuitens de final, va jugar l'eliminatòria contra Brasil entrant als 87 minuts. El partit va acabar en empat 1 a 1 i després de jugar la pròrroga es va passar a la tanda de penals. Pinilla va fallar el primer penal sent aturat pel porter Júlio César. Els penals acabarien 3-2 a favor del Brasil, i Xile eliminada del Mundial.